# مهرجان فاتن حمامة السينمائي
مهرجان فاتن حمامة السينمائي (بالإنجليزية: faten hamama film festival) تأسس عام 2014 في لندن يهدف المهرجان إلى دعم جميع صانعي الأفلام في جميع أنحاء العالم، ومنحهم الفرصة لعرض أفلامهم في لندن ومصر، ويتم اعتبار أفضل الأفلام للمشاركة في مهرجانات أخرى في أوروبا والشرق الأوسط، رئيسة مهرجان فاتن حمامة السينمائي هي ماجي أنور.

## تاريخ المهرجان

شعار (مهرجان فاتن حمامة السينمائي)

أقيم مهرجان فاتن حمامة السينمائي الدولي للمرة الأولى في لندن وقد حضر الحدث عدد من الجنسيات لمشاهدة عدد من الكلاسيكيات المصرية والعالمية. وقالت رئيسة مهرجان السينما ماجي أنور في تصريح لمجلة «مصر اليوم» إن الجمهور مسرور بالتعرف أكثر على الثقافة والتقاليد المصرية من خلال السينما. وأضاف أن الكثيرين أشادوا أيضًا بجودة الأعمال المعروضة.
تألفت لجنة التحكيم من مجموعة واسعة من الخبراء من بينهم التونسية الفنانة درة، المنتج البريطاني كارل توني، المنتج الإيطالي كليوفاس أدريان، والمخرج الإسباني جوان فيرا. في حين أعلن المخرج المصري كريم حنفي عن الأفلام الفائزة
إن المهرجان مستقل تمامًا وتموله شركة ماجيكا هاوس بهدف تكريم الممثلة الشهيرة فاتن حمامة وتاريخها الفني الطويل الذي أثرى السينما المصرية على مدى عقود.
يسمح هذا المهرجان للأفلام المشاركة بالسفر إلى محافظات مختلفة في جميع أنحاء مصر وكذلك إلى مختلف الدول العربية والأوروبية. ولتحقيق هذا الهدف نظمت ماجي أنور عدة اتفاقيات لعرض أفلام المهرجان في أماكن مختلفة عبر القاهرة والإسكندرية والمنصورة وبني سويف والخرطوم وسوريا وفنلندا وروما وبوركينا فاسو وغيرها.

## رئيسة المهرجان
ماجي أنور هي منتجة ومخرجة وكاتبة وعارضة أزياء وموزعة مصرية إيطالية. هي رئيسة مهرجان فاتن حمامة السينمائي ومهرجان أفلام الأطفال ومهرجان أفلام لافام. تم تكريم ماجي لعملها في العديد من المهرجانات السينمائية في جميع أنحاء العالم، وهي واحدة من أكثر صانعات الأفلام فاعلية في الشرق الأوسط، وقد حصلت ماجي على العديد من الجوائز لعملها. هي المدير التنفيذي لشركة ماجيكا هاوس للإنتاج، وهي مؤسسة مجلة ماج وأصغر عضو في غرفة صناعة السينما في مصر، وعضو في مؤسسة السينما العربية، وعضو في نقابة السينما. وهي أيضًا مستشارة لأربعة مهرجانات سينمائية أوروبية مرموقة.

## جوائز المهرجان
أفضل فيلم قصير - أفضل فيلم طويل - جائزة لجنة التحكيم - جائزة الطالب - أفضل كاتب سيناريو (كوميديا ، رعب، تلفزيوني، دراما، خيال، وثائقي، دراما وثائقية، رسوم متحركة) - أفضل صورة (طعام، رياضة، أشخاص، أحداث، هندسية، إعلان، ملصق، طبيعة، كتاب، فن، فيلم) - المحتوى الموسيقى (النوع إيطالي، إسباني، فرنسي، عربي، إلخ) - أفضل ممثل - أفضل ممثلة - أفضل مخرج - أفضل رسوم متحركة - أفضل فيلم وثائقي - أفضل ممثل طفل - أفضل مخرج فني - أفضل فكرة - أفضل ملصق - أفضل مونتاج - أفضل فيلم إنتاج قديم).

## وصلات خارجية
https://www.imdb.com/name/nm0357303/bio مهرجان فاتن حمامة السينمائي
https://www.clickforfestivals.com/faten-hamama-film-festival مهرجان فاتن حمامة السينمائي
https://new.egyculture.org.uk/web/article/article/one/166/1 مهرجان فاتن حمامة السينمائي
https://www.imdb.com/name/nm9094597/bio?ref_=nm_ov_bio_sm مهرجان فاتن حمامة السينمائي